# Monument voor Benito Juárez

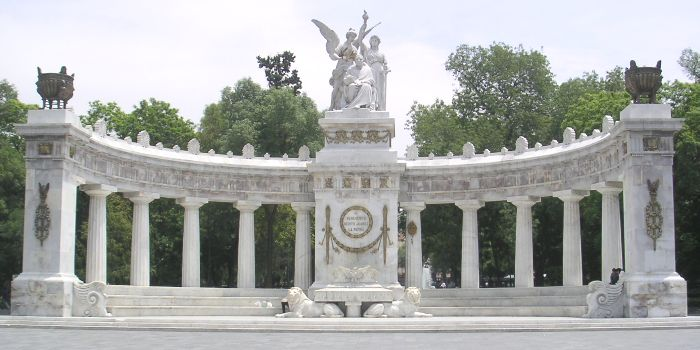
Het monument voor Benito Juárez

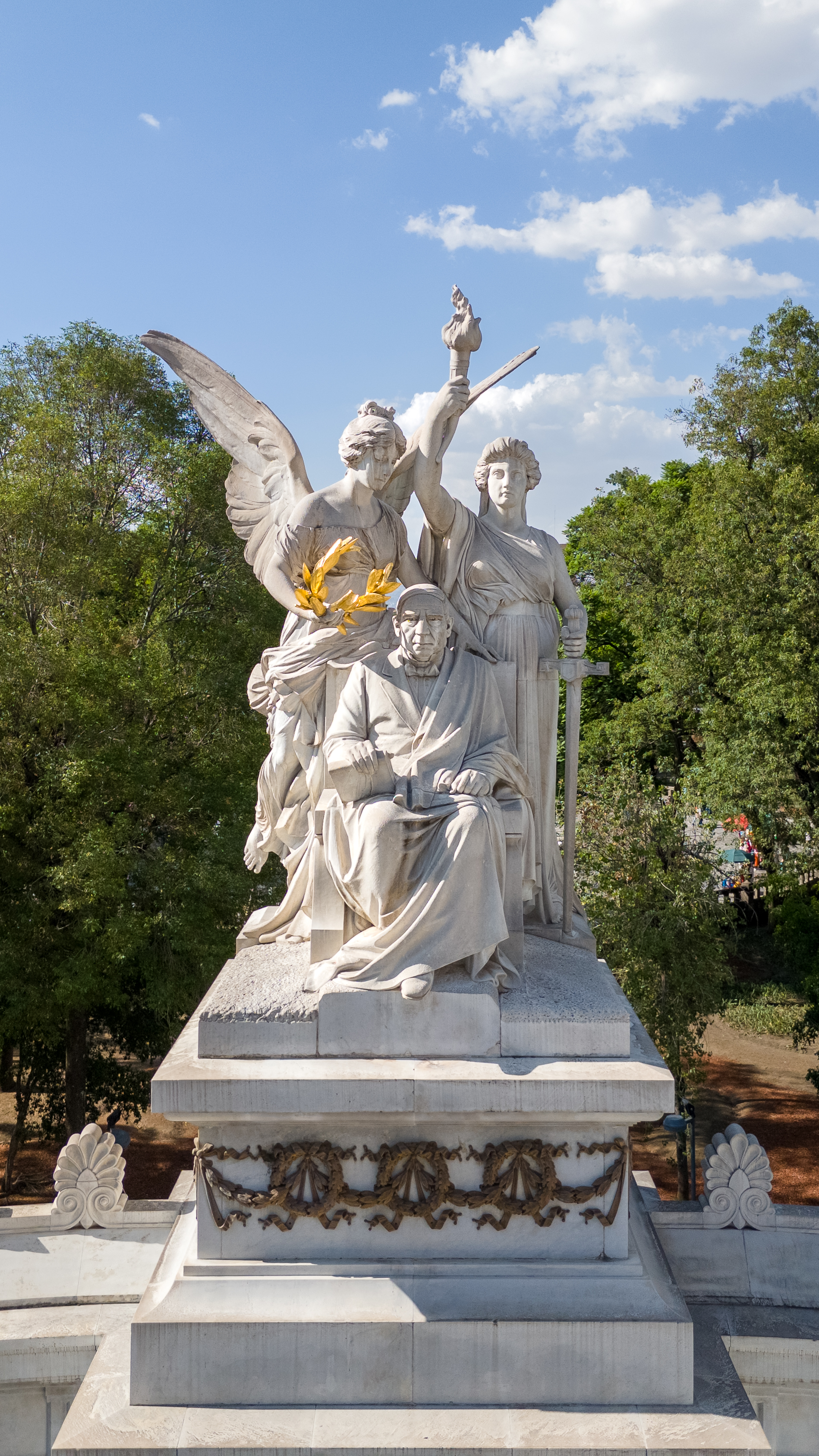
Luchtfoto van de beeldengroep van de Juárez Hemicycle.

Het Monument voor Benito Juárez (Spaans: Hemiciclo de Benito Juárez) is een monument ter ere van Benito Juárez, die tussen 1858 en 1872 president van Mexico was. Het monument bevindt zich in het Alameda Central, een park in Mexico-Stad.
Al een jaar na de dood van Juárez ontstonden er plannen om een monument voor hem op te richten, maar pas in 1909 werd begonnen met de bouw. Het monument is ontworpen door Ignacio León de la Barra. Het monument werd in 1910 officieel ingehuldigd door president Porfirio Díaz (ironisch genoeg in zijn jonge jaren een tegenstander van Juárez) naar aanleiding van de honderdjarige onafhankelijkheid.